# Lijst van leden van het Europees Parlement (2009-2014)

Fracties in de zevende zitting van het Europees Parlement:
Europese Volkspartij (christendemocraten) (EVP)
Progressieve Alliantie van Socialisten en Democraten (S&D)
Alliantie van Liberalen en Democraten voor Europa (ALDE)
De Groenen/Vrije Europese Alliantie (Groenen/VEA)
Europees Unitair Links/Noords Groen Links (GUE/NGL)
Europese Conservatieven en Hervormers (ECH)
Europa van Vrijheid en Democratie (EVD)
Niet-fractiegebonden leden (NI)

Dit is de lijst van leden van het Europees Parlement na de Europese verkiezingen van 2009 voor de zevende zitting van het Europees Parlement.
De zittingsperiode ging in op 14 juli 2009 en eindigde op 30 juni 2014.
Voorzitters in deze zittingsperiode waren de Pool Jerzy Buzek (2009-2012) en de Duitser Martin Schulz (2012-2014).

## Lijst van leden Europees Parlement

### België
België had in deze zitting 22 parlementariërs in het Europees Parlement. Van de 22 waren er 13 voorbehouden aan het Nederlands kiescollege, 8 aan het Frans kiescollege en 1 aan het Duitstalig kiescollege.
Nederlands kiescollege:
Op de lijst van Christen-Democratisch en Vlaams: (EVP)
1. Ivo Belet
2. Jean-Luc Dehaene
3. Marianne Thyssen

Op de lijst van Open Vlaamse Liberalen en Democraten: (ALDE)
1. Annemie Neyts-Uyttebroeck
2. Dirk Sterckx (in 2011 vervangen door Philippe De Backer)
3. Guy Verhofstadt

Op de lijst van Vlaams Belang: (fractieloos)
1. Philip Claeys
2. Frank Vanhecke

Op de lijst van de Socialistische Partij Anders: (S&D)
1. Saïd El Khadraoui
2. Kathleen Van Brempt

Op de lijst van de Nieuw-Vlaamse Alliantie: (Groenen/VEA)
1. Frieda Brepoels (in 2013 vervangen door Mark Demesmaeker)

Op de lijst van Groen: (Groenen/VEA)
1. Bart Staes

Op de lijst van Libertair, Direct, Democratisch: (ECH)
1. Derk Jan Eppink

Frans kiescollege:
Op de lijst van Parti Socialiste: (S&D)
1. Frédéric Daerden
2. Véronique De Keyser
3. Marc Tarabella

Op de lijst van Mouvement Réformateur: (ALDE)
1. Louis Michel
2. Frédérique Ries

Op de lijst van Ecolo: (Groenen/VEA)
1. Isabelle Durant
2. Philippe Lamberts

Op de lijst van Centre démocrate humaniste: (EVP)
1. Anne Delvaux

Duitstalig kiescollege:
Op de lijst van Christlich Soziale Partei: (EVP)
1. Mathieu Grosch

### Bulgarije
Op de lijst van Burgers voor Europese Ontwikkeling van Bulgarije: (EVP)
1. Iliana Ivanova (in 2013 vervangen door Preslav Borissov)
2. Roemjana Jeleva (in 2009 vervangen door Andrej Kovatsjev)
3. Marija Gabriel
4. Emil Stojanov (in 2012 vervangen door Monika Panajotova)
5. Vladimir Oeroetsjev

Op de lijst van de Bulgaarse Socialistische Partij: (S&D)
1. Ivailo Kalfin
2. Evgeni Kirilov
3. Kristian Vigenin (in 2013 vervangen door Maroesja Ljoebtsjeva)
4. Iliana Jotova

Op de lijst van de Beweging voor Rechten en Vrijheden: (ALDE)
1. Metin Kazak
2. Filiz Hoesmenova
3. Vladko Panajotov

Op de lijst van Ataka: (fractieloos)
1. Slavtsjo Binev
2. Dimitar Stojanov

Op de lijst van Nationale Beweging voor Stabiliteit en Vooruitgang: (ALDE)
1. Stanimir Iltsjev
2. Antonia Parvanova

Op de lijst van Blauwe Coalitie (EVP)
1. Nadezjda Mihajlova (lid van Unie van Democratische Krachten)
2. Svetoslav Malinov (lid van Democraten voor een Sterk Bulgarije[1]

### Cyprus
Op de lijst van Dimokratikos Synagermos: (EVP)
1. Ioannis Kasoulidis (in 2013 vervangen door Andreas Pitsillides)
2. Eleni Theocharous

Op de lijst van de Progressieve Partij van de Arbeiders: (GUE/NGL)
1. Takis Hadjigeorgiou
2. Kyriacos Triantaphyllides

Op de lijst van Dimokratikó Kómma: (S&D)
1. Antigoni Papadopoulou

Op de lijst van Kinima Sosialdimokraton: (S&D)
1. Kyriacos Mavronicholas (in 2012 vervangen door Sophocles Sophocleous)

### Denemarken
Op de lijst van de Socialdemokraterne: (S&D)
1. Ole Christensen
2. Dan Jørgensen (in 2013 vervangen door Claus Larsen-Jensen)
3. Christel Schaldemose
4. Britta Thomsen

Op de lijst van Venstre: (ALDE)
1. Anne Elisabet Jensen
2. Morten Løkkegaard
3. Jens Rohde

Op de lijst van de Socialistische Volkspartij: (Groenen/VEA)
1. Margrete Auken
2. Emilie Turunen (overgestapt naar Socialdemokraterne en S&D)

Op de lijst van de Dansk Folkeparti: (EVD)
1. Morten Messerschmidt
2. Anna Rosbach Andersen

Op de lijst van de Det Konservative Folkeparti: (EVP)
1. Bendt Bendtsen

Op de lijst van de Volksbeweging tegen de EU: (GUE/NGL)
1. Søren Søndergaard (in 2014 vervangen door Rina Ronja Kari)

### Duitsland
Op de lijst van de Christlich Demokratische Union: (EVP)
1. Burkhard Balz
2. Reimer Böge
3. Elmar Brok
4. Daniel Caspary
5. Christian Ehler
6. Karl-Heinz Florenz
7. Michael Gahler
8. Ingeborg Gräßle
9. Christa Klaß
10. Peter Jahr
11. Elisabeth Jeggle
12. Dieter-Lebrecht Koch
13. Werner Kuhn
14. Werner Langen
15. Kurt Lechner (in 2012 vervangen door Birgit Collin-Langen)
16. Klaus-Heiner Lehne (in 2014 vervangen door Annette Koewius)
17. Peter Liese
18. Thomas Mann
19. Hans-Peter Mayer
20. Doris Pack
21. Markus Pieper
22. Hans-Gert Pöttering
23. Godelieve Quisthoudt-Rowohl
24. Herbert Reul
25. Horst Schnellhardt
26. Birgit Schnieber-Jastram
27. Andreas Schwab
28. Renate Sommer
29. Thomas Ulmer
30. Sabine Verheyen
31. Axel Voss
32. Rainer Wieland
33. Hermann Winkler
34. Joachim Zeller

Op de lijst van de Sozialdemokratische Partei: (S&D)
1. Udo Bullmann
2. Ismail Ertug
3. Knut Fleckenstein
4. Evelyne Gebhardt
5. Jens Geier
6. Norbert Glante
7. Matthias Groote
8. Jutta Haug
9. Petra Kammerevert
10. Constanze Krehl
11. Wolfgang Kreissl-Dörfler
12. Bernd Lange
13. Jo Leinen
14. Norbert Neuser
15. Bernhard Rapkay
16. Dagmar Roth-Behrendt
17. Ulrike Rodust
18. Martin Schulz
19. Peter Simon
20. Birgit Sippel
21. Jutta Steinruck
22. Barbara Weiler
23. Kerstin Westphal

Op de lijst van Bündnis 90/Die Grünen: (Groenen/VEA)
1. Jan Philipp Albrecht
2. Franziska Brantner (in 2013 vervangen door Hiltrud Breyer)
3. Reinhard Bütikofer
4. Michael Cramer
5. Sven Giegold
6. Gerald Häfner
7. Rebecca Harms
8. Martin Häusling
9. Ska Keller
10. Barbara Lochbihler
11. Heide Rühle
12. Elisabeth Schroedter
13. Werner Schulz
14. Helga Trüpel

Op de lijst van de Freie Demokratische Partei: (ALDE)
1. Alexander Alvaro
2. Jorgo Chatzimarkakis
3. Jürgen Creutzmann
4. Alexander Lambsdorff
5. Nadja Hirsch
6. Wolf Klinz
7. Silvana Koch-Mehrin
8. Holger Krahmer
9. Gesine Meißner
10. Britta Reimers
11. Alexandra Thein
12. Michael Theurer

Op de lijst van Die Linke: (GUE/NGL)
1. Lothar Bisky (in 2013 vervangen door Martina Michels)
2. Cornelia Ernst
3. Thomas Händel
4. Jürgen Klute
5. Sabine Lösing
6. Helmut Scholz
7. Sabine Wils
8. Gabriele Zimmer

Op de lijst van de Christlich-Soziale Union: (EVP)
1. Albert Deß
2. Markus Ferber
3. Monika Hohlmeier
4. Martin Kastler
5. Angelika Niebler
6. Bernd Posselt
7. Manfred Weber
8. Anja Weisgerber (in 2013 vervangen door Gabriele Stauner)

### Estland
Op de lijst van de Estse Centrum Partij: (ALDE)
1. Siiri Oviir
2. Vilja Savisaar-Toomast)

Op de lijst van Indrek Tarand: (Groenen/VEA)
1. Indrek Tarand

Op de lijst van de Estse Hervormingspartij: (ALDE)
1. Kristiina Ojuland

Op de lijst van Isamaa ja Res Publica Liit: (EVP)
1. Tunne Kelam

Op de lijst van de Sociaaldemocratische Partij: (S&D)
1. Ivari Padar (in 2014 vervangen door Katrin Saks)

### Finland
Op de lijst van de Nationale Coalitiepartij: (EVP)
1. Ville Itälä (in 2012 vervangen door Petri Sarvamaa)
2. Eija-Riitta Korhola
3. Sirpa Pietikäinen

Op de lijst van de Centrumpartij: (ALDE)
1. Anneli Jäätteenmäki
2. Riikka Manner
3. Hannu Takkula

Op de lijst van de Sociaaldemocratische Partij: (S&D)
1. Liisa Jaakonsaari
2. Mitro Repo

Op de lijst van de Groene Liga: (Groenen/VEA)
1. Satu Hassi
2. Heidi Hautala (in 2011 vervangen door Tarja Cronberg)

Op de lijst van Finnenpartij/Christendemocraten: (EVD en EVP)
1. Sari Essayah (Christian Democrats is in EVP)
2. Timo Soini  (True Finns is in EVD) (in 2011 vervangen door Sampo Terho)

Op de lijst van de Zweedse Volkspartij in Finland: (ALDE)
1. Carl Haglund (in 2012 vervangen door Nils Torvalds)

### Frankrijk
Op de lijst van de Union pour un Mouvement Populaire/Nouveau Centre: (EVP)
1. Damien Abad
2. Jean-Pierre Audy
3. Michel Barnier (in 2010 vervangen door Constance Le Grip)
4. Dominique Baudis (in 2011 vervangen door Franck Proust)
5. Christophe Béchu (in 2011 vervangen door Agnès Le Brun)
6. Sophie Briard-Auconie
7. Alain Cadec
8. Jean-Marie Cavada
9. Arnaud Danjean
10. Michel Dantin
11. Rachida Dati
12. Joseph Daul
13. Christine de Veyrac
14. Gaston Franco
15. Marielle Gallo
16. Jean-Paul Gauzès
17. Françoise Grossetête
18. Pascale Gruny (in 2010 vervangen door Philippe Boulland)
19. Philippe Juvin
20. Alain Lamassoure
21. Véronique Mathieu
22. Élisabeth Morin
23. Maurice Ponga
24. Jean Roatta[1]
25. Dominique Riquet
26. Tokia Saïfi
27. Marie-Thérèse Sanchez-Schmidt
28. Catherine Soullie (in 2011 vervangen door Brice Hortefeux)
29. Michèle Striffler
30. Dominique Vlasto

Op de lijst van Parti Socialiste: (S&D)
1. Kader Arif
2. Pervenche Berès
3. Françoise Castex
4. Harlem Désir (vervangen door Christine Revault D'Allonnes Bonnefoy in 2014)
5. Estelle Grelier
6. Sylvie Guillaume
7. Liêm Hoang Ngoc
8. Stéphane Le Foll
9. Gilles Pargneaux
10. Vincent Peillon
11. Patrice Tirolien
12. Catherine Trautmann
13. Bernadette Vergnaud
14. Henri Weber

Op de lijst van Europe Écologie: (Groenen/VEA)
1. François Alfonsi
2. Sandrine Bélier
3. Malika Benarab-Attou
4. Jean-Paul Besset
5. José Bové
6. Pascal Canfin
7. Yves Cochet[1]
8. Daniel Cohn-Bendit
9. Karima Delli
10. Hélène Flautre
11. Catherine Grèze
12. Yannick Jadot
13. Eva Joly
14. Nicole Kiil-Nielsen
15. Michèle Rivasi

Op de lijst van Mouvement démocrate: (ALDE)
1. Jean-Luc Bennahmias
2. Marielle de Sarnez
3. Sylvie Goulard
4. Nathalie Griesbeck
5. Corinne Lepage
6. Robert Rochefort

Op de lijst van Links Front: (GUE/NGL)
1. Jacky Hénin
2. Élie Hoarau (in 2011 vervangen door Younous Omarjee)
3. Patrick Le Hyaric
4. Jean-Luc Mélenchon
5. Marie-Christine Vergiat

Op de lijst van Front National: (fractieloos)
1. Bruno Gollnisch
2. Jean-Marie Le Pen
3. Marine Le Pen

Op de lijst van Libertas: (EVD)
1. Philippe de Villiers

### Griekenland
Op de lijst van PASOK: (S&D)
1. Kriton Arsenis
2. Marilena Koppa
3. Stavros Lambrinidis (in 2011 vervangen door Dimitrios Droutsas)
4. Giorgos Papakonstantinou (in 2009 vervangen door Spyros Danellis)
5. Anni Podimata
6. Sylvana Rapti
7. Chrysoula Paliadeli
8. Giorgos Stavrakakis

Op de lijst van Nea Dimokratia: (EVP)
1. Giorgos Koumoutsakos
2. Rodi Kratsa-Tsagaropoulou
3. Giorgos Papanikolaou
4. Georgios Papastamkos
5. Kostas Poupakis
6. Theodoros Skylakakis
7. Giannis Tsoukalas
8. Marietta Giannakou

Op de lijst van de Communistische Partij: (GUE/NGL)
1. Athanasios Pafilis
(in 2009 vervangen door Charalampos Aggourakis)
(vervangen door Georgios Gkikopoulos in 2014)
2. Giorgos Toussas

Op de lijst van Laikos Orthodoxos Synagermos: (EVD)
1. Niki Tzavela
2. Athanasios Plevris (in 2009 vervangen door Nikolaos Salavrakos)

Op de lijst van SYRIZA: (GUE/NGL)
1. Nikos Chountis

Op de lijst van Oikologoi Prasinoi: (Groenen/VEA)
1. Michalis Tremopoulos (in 2012 vervangen door Nikos Chrysogelos)

### Hongarije
Voor Hongarije waren er 22 zetels in het parlement beschikbaar. Het was een bijzonderheid dat er ook etnische Hongaren zetels bemachtigden in Roemenië (3) en Slowakije (2). In totaal zijn er dus 27 Hongaren in het parlement gekozen.
Op de lijst van Fidesz: (EVP)
1. János Áder
(in 2012 vervangen door Erik Bánki, die in 2014 vervangen is door Balázs Hidvéghi)
2. Tamás Deutsch
3. Kinga Gál
4. Béla Glattfelder
5. Enikő Győri (in 2010 vervangen door Zoltán Bagó)
6. András Gyürk
7. Ágnes Hankiss
8. Lívia Járóka
9. Ádám Kósa
10. Csaba Őry
11. Pál Schmitt (in 2010 vervangen door Ildikó Pelczné Gáll)
12. György Schöpflin
13. László Surján
14. József Szájer

Op de lijst van de Hongaarse Socialistische Partij: (S&D)
1. Kinga Göncz
2. Zita Gurmai
3. Edit Herczog
4. Csaba Tabajdi

Op de lijst van Jobbik: (fractieloos)
1. Zoltán Balczó (in 2010 vervangen door Béla Kovács)
2. Krisztina Morvai
3. Csanád Szegedi

Op de lijst van het Hongaars Democratisch Forum: (ECH)
1. Lajos Bokros

### Ierland
Op de lijst van Fine Gael: (EVP)
1. Jim Higgins
2. Seán Kelly
3. Mairead McGuinness
4. Gay Mitchell

Op de lijst van Fianna Fáil: (ALDE)
1. Liam Aylward
2. Brian Crowley
3. Pat the Cope Gallagher

Op de lijst van de Irish Labour Party: (S&D)
1. Nessa Childers
2. Proinsias De Rossa (in 2012 vervangen door Emer Costello)
3. Alan Kelly (in 2011 vervangen door Phil Prendergast)

Op de lijst van de Socialistische Partij: (GUE/NGL)
1. Joe Higgins (in 2011 vervangen door Paul Murphy)

Op de lijst van de Onafhankelijken: (ALDE)
1. Marian Harkin

### Italië
Op de lijst van Il Popolo della Libertà: (EVP)
1. Gabriele Albertini (in 2013 vervangen door Fabrizio Bertot)
2. Roberta Angelilli
3. Alfredo Antoniozzi
4. Raffaele Baldassarre
5. Paolo Bartolozzi
6. Sergio Berlato
7. Vito Bonsignore
8. Antonio Cancian
9. Giovanni Collino (in 2011 vervangen door Giuseppe Gargani)
10. Lara Comi
11. Carlo Fidanza
12. Elisabetta Gardini
13. Salvatore Iacolino
14. Giovanni La Via
15. Clemente Mastella
16. Barbara Matera
17. Mario Mauro (in 2013 vervangen door Susy De Martini)
18. Erminia Mazzoni
19. Cristiana Muscardini
20. Alfredo Pallone
21. Aldo Patriciello
22. Crescenzio Rivellini
23. Licia Ronzulli
24. Potito Salatto
25. Amalia Sartori
26. Marco Scurria
27. Sergio Silvestris
28. Salvatore Tatarella
29. Iva Zanicchi

Op de lijst van de Unie van het Centrum: (EVP)
1. Magdi Allam
2. Antonello Antinoro
3. Carlo Casini
4. Ciriaco de Mita
5. Tiziano Motti

Op de lijst van de Südtiroler Volkspartei: (EVP)
1. Herbert Dorfmann

Op de lijst van de Democratische Partij: (S&D)
1. Francesca Balzani
2. Luigi Berlinguer
3. Rita Borsellino
4. Salvatore Caronna
5. Sergio Cofferati
6. Silvia Costa
7. Andrea Cozzolino
8. Rosario Crocetta (in 2012 vervangen door Francesca Barracciu, die in 2014 vervangen is door Giovanni Barbagallo)
9. Francesco De Angelis
10. Paolo De Castro
11. Leonardo Domenici
12. Roberto Gualtieri
13. Guido Milana
14. Pier Antonio Panzeri
15. Mario Pirillo
16. Gianni Pittella
17. Vittorio Prodi
18. David Sassoli
19. Debora Serracchiani
20. Gianluca Susta (in 2013 vervangen door Franco Bonanini)
21. Patrizia Toia

Op de lijst van Lega Nord: (EVD)
1. Mara Bizzotto
2. Mario Borghezio
3. Lorenzo Fontana
4. Claudio Morganti
5. Fiorello Provera
6. Oreste Rossi
7. Matteo Salvini
8. Giancarlo Scottà
9. Francesco Speroni

Op de lijst van Italia dei Valori: (ALDE)
1. Sonia Alfano
2. Pino Arlacchi
3. Vincenzo Iovine
4. Niccolò Rinaldi
5. Giommaria Uggias
6. Gianni Vattimo
7. Luigi de Magistris (in 2011 vervangen door Andrea Zanoni)

### Kroatië (2013)
Op de lijst van de Kroatische Democratische Unie en bondgenoten (HSP AS–BUZ): (EVP)
1. Zdravka Bušić
2. Ivana Maletić
3. Andrej Plenković
4. Davor Ivo Stier
5. Dubravka Šuica
6. Ruža Tomašić

Op de lijst van de Kroatische Partij van de Arbeid: (GUE/NGL)
1. Nikola Vuljanić

Op de lijst van de Sociaaldemocratische Partij van Kroatië en bondgenoten (HNS–HSU): (S&D)
1. Marino Baldini
2. Biljana Borzan
3. Sandra Petrović Jakovina
4. Tonino Picula
5. Oleg Valjalo

### Letland
Op de lijst van Pilsoniskā savienība: (EVP)
1. Sandra Kalniete
2. Kārlis Šadurskis[1]
3. Inese Vaidere

Op de lijst van Harmonie Centrum: (GUE/NGL en S&D)
1. Aleksandrs Mirskis (S&D)
2. Alfreds Rubiks (GUE/NGL)

Op de lijst van Voor Mensenrechten in Verenigd Letland: (Groenen/VEA)
1. Tatjana Ždanoka

Op de lijst van LPP/LC: (ALDE)
1. Ivars Godmanis

Op de lijst van Voor Vaderland en Vrijheid/LNNK: (ECH)
1. Roberts Zīle

Op de lijst van de Nieuw Tijdperk Partij: (EVP)
1. Artūrs Krišjānis Kariņš

### Litouwen
Op de lijst van Tėvynės Sąjunga – Lietuvos krikščionys demokratai: (EVP)
1. Laima Andrikienė
2. Vytautas Landsbergis
3. Radvilė Morkūnaitė
4. Algirdas Saudargas

Op de lijst van de Sociaaldemocratische Partij: (S&D)
1. Zigmantas Balčytis
2. Vilija Blinkevičiūtė
3. Justas Vincas Paleckis

Op de lijst van Tvarka ir teisingumas: (EVD)
1. Juozas Imbrasas
2. Rolandas Paksas

Op de lijst van de Partij van de Arbeid: (ALDE)
1. Viktor Uspaskich (in 2012 vervangen door Justina Vitkauskaitė)

Op de lijst van Electorale Actie van Polen in Litouwen: (ECH)
1. Valdemar Tomaševski

Op de lijst van Lietuvos Respublikos liberalų sąjūdis: (ALDE)
1. Leonidas Donskis

### Luxemburg
Op de lijst van de Chrëschtlech Sozial Vollekspartei: (EVP)
1. Frank Engel
2. Astrid Lulling
3. Georges Bach

Op de lijst van de Lëtzebuerger Sozialistesch Aarbechterpartei: (S&D)
1. Robert Goebbels

Op de lijst van de Demokratesch Partei: (ALDE)
1. Charles Goerens

Op de lijst van Déi Gréng: (Groenen/VEA)
1. Claude Turmes

### Malta
Op de lijst van de Malta Labour Party: (S&D)
1. John Attard Montalto
2. Louis Grech (in 2013 vervangen door Claudette Abela Baldachino)
3. Edward Scicluna (in 2013 vervangen door Marlene Mizzi)
4. Joseph Cuschieri[1]

Op de lijst van Partit Nazzjonalista: (EVP)
1. Simon Busuttil (in 2013 vervangen door Roberta Metsola Tedesco Triccas)
2. David Casa

### Nederland
Nederland had oorspronkelijk 25 parlementariërs in het Europees Parlement. Na de ratificatie van het Verdrag van Lissabon kreeg Nederland een 26ste zetel. Deze extra zetel is ingenomen door Daniël van der Stoep, die eerder dat jaar het parlement had verlaten.
Op de lijst van het Christen-Democratisch Appèl: (EVP)
1. Esther de Lange
2. Ria Oomen-Ruijten
3. Wim van de Camp
4. Lambert van Nistelrooij
5. Corien Wortmann-Kool

Op de lijst van de Partij voor de Vrijheid: (fractieloos)
1. Louis Bontes (in 2010 vervangen door Lucas Hartong)
2. Barry Madlener (in 2012 vervangen door Patricia van der Kammen)
3. Laurence Stassen
4. Daniël van der Stoep (in 2011 vervangen door Auke Zijlstra[1]

Op de lijst van de Partij van de Arbeid: (S&D)
1. Thijs Berman
2. Emine Bozkurt
3. Judith Merkies

Op de lijst van de Volkspartij voor Vrijheid en Democratie: (ALDE)
1. Jeanine Hennis-Plasschaert (in 2010 vervangen door Jan Mulder)
2. Toine Manders
3. Hans van Baalen

Op de lijst van Democraten 66: (ALDE)
1. Gerben-Jan Gerbrandy
2. Sophie in 't Veld
3. Marietje Schaake

Op de lijst van GroenLinks: (Groenen/VEA)
1. Marije Cornelissen
2. Bas Eickhout
3. Judith Sargentini

Op de lijst van de Socialistische Partij: (GUE/NGL)
1. Dennis de Jong
2. Kartika Liotard

Op de lijst van ChristenUnie/Staatkundig Gereformeerde Partij: (ECH en EVD)
1. Bastiaan Belder (Staatkundig Gereformeerde Partij is in de EVD)
2. Peter van Dalen (ChristenUnie is in de ECH)

### Oostenrijk
Op de lijst van de Oostenrijkse Volkspartij: (EVP)
1. Othmar Karas
2. Elisabeth Köstinger
3. Hella Ranner (in 2011 vervangen door Heinz K. Becker)
4. Paul Rübig
5. Richard Seeber
6. Ernst Strasser (in 2011 vervangen door Hubert Pirker)

Op de lijst van de Sociaaldemocratische Partij van Oostenrijk: (S&D)
1. Karin Kadenbach
2. Jörg Leichtfried
3. Evelyn Regner
4. Hannes Swoboda
5. Josef Weidenholzer[1]

Op de lijst van Lijst Dr. Martin: (fractieloos)
1. Martin Ehrenhauser
2. Hans-Peter Martin
3. Angelika Werthmann

Op de lijst van de Vrijheidspartij van Oostenrijk: (fractieloos)
1. Andreas Mölzer
2. Franz Obermayr

Op de lijst van de Die Grünen - Die Grüne Alternative: (Groenen/VEA)
1. Eva Lichtenberger
2. Ulrike Lunacek

Op de lijst van de Bond van de Toekomst voor Oostenrijk: (fractieloos)
1. Ewald Stadler[1]

### Polen
Op de lijst van Burgerplatform: (EVP)
1. Piotr Borys
2. Jerzy Buzek
3. Róża Woźniakowska
4. Małgorzata Handzlik
5. Jolanta Hibner
6. Danuta Hübner
7. Danuta Jazłowiecka
8. Sidonia Jędrzejewska
9. Filip Kaczmarek
10. Lena Kolarska-Bobińska (in 2013 vervangen door Zbigniew Zaleski
11. Janusz Lewandowski (in 2010 vervangen door Jan Kozłowski
12. Krzysztof Lisek
13. Elżbieta Łukacijewska
14. Bogdan Marcinkiewicz
15. Sławomir Nitras
16. Jan Olbrycht
17. Jacek Protasiewicz
18. Jacek Saryusz-Wolski
19. Joanna Skrzydlewska
20. Bogusław Sonik
21. Rafał Trzaskowski (in 2013 vervangen door Tadeusz Ross)
22. Jarosław Wałęsa
23. Paweł Zalewski
24. Artur Zasada
25. Tadeusz Zwiefka

Op de lijst van Recht en Rechtvaardigheid: (ECH)
1. Adam Bielan
2. Ryszard Czarnecki
3. Marek Gróbarczyk
4. Michał Kamiński
5. Paweł Kowal
6. Ryszard Legutko
7. Marek Migalski
8. Mirosław Piotrowski
9. Tomasz Poręba
10. Konrad Szymański
11. Janusz Wojciechowski

Op de lijst van Alliantie van Democratisch Links - Unie van de Arbeid: (S&D)
1. Lidia Geringer de Oedenberg
2. Adam Gierek
3. Bogusław Liberadzki
4. Wojciech Olejniczak
5. Joanna Senyszyn
6. Marek Siwiec
7. Janusz Zemke

Op de lijst van Solidair Polen: (EVD)
1. Tadeusz Cymański
2. Jacek Kurski
3. Jacek Włosowicz
4. Zbigniew Ziobro

Op de lijst van de Poolse Volkspartij: (EVP)
1. Ardakiusz Bratkowski[1]
2. Andrzej Grzyb
3. Jarosław Kalinowski
4. Czesław Siekierski

### Portugal
Op de lijst van de Partido Social Democrata: (EVP)
1. Maria da Graça Martins da Silva Carvalho (in 2014 vervangen door Joaquim Cruz)
2. Carlos Miguel Maximiano de Almeida Coelho
3. Mário Henrique de Almeida Santos David
4. José Manuel Ferreira Fernandes
5. Maria do Céu Patrão Neves de Frias Martins
6. Regina Maria Pinto da Fonseca Ramos Bastos
7. Paulo Artur dos Santos Castro de Campos Rangel
8. Nuno Alexandre Pisco Pola Teixeira de Jesus

Op de lijst van de Partido Socialista: (S&D)
1. António Fernando Correia de Campos
2. Edite de Fátima Santos Marreiros Estrela
3. Elisa Maria da Costa Guimarães Ferreira
4. Ana Maria Rosa Martins Gomes
5. Luis Manuel Capoulas Santos
6. Vital Martins Moreira
7. Luís Paulo de Serpa Alves

Op de lijst van Links Blok: (GUE/NGL)
1. Marisa Isabel dos Santos Matias
2. Rui Miguel Marcelino Tavares Pereira (overgestapt als onafhankelijk lid binnen Groenen/VEA)
3. Miguel Sacadura Cabral Portas (in 2012 vervangen door Alda Sousa)

Op de lijst van de Unitaire Democratische Coalitie: (GUE/NGL)
1. Maria Ilda da Costa Figueiredo (in 2012 vervangen door Inês Zuber)
2. João Manuel Peixoto Ferreira

Op de lijst van Partido Popular: (EVP)
1. Diogo Nuno de Gouveia Torres Feio
2. João Nuno Lacerda Teixeira de Melo

### Roemenië
Op de lijst van de Sociaaldemocratische Partij/Conservatieve Partij: (S&D)
1. Silvia Adriana Ţicău
2. Victor Boştinaru
3. Corina Creţu
4. Sabin Cutaş
5. Vasilica Dăncilă
6. Ioan Enciu
7. Cătălin Ivan
8. Ioan Mircea Paşcu
9. Rovana Plumb (in 2012 vervangen door Minodora Cliveti)
10. Daciana Sârbu
11. Adrian Severin

Op de lijst van de Democratisch-Liberale Partij: (EVP)
1. Oana Antonescu
2. Petru Luhan
3. Monica Macovei
4. Marian-Jean Marinescu
5. Iosif Matula
6. Rareş Niculescu
7. Cristian Preda
8. Theodor Stolojan
9. Traian Ungureanu
10. Sebastian Valentin Bodu

Op de lijst van de Nationaal-Liberale Partij: (ALDE)
1. Cristian Buşoi (in 2013 vervangen door Ovidiu Ioan Silaghi)
2. Ramona Mănescu (in 2013 vervangen door Eduard-Raul Hellvig)
3. Norica Nicolai
4. Adina Vălean
5. Renate Weber

Op de lijst van de Democratische Unie van Hongaren in Roemenië: (EVP)
1. Csaba Sógor
2. László Tőkés
3. Gyula Winkler

Op de lijst van de Groot-Roemenië Partij: (fractieloos)
1. George Becali (in 2013 vervangen door Dan Dumitru Zamfirescu)
2. Claudiu Ciprian Tănăsescu
3. Corneliu Vadim Tudor

Op de lijst van Elena Băsescu, direct na haar verkiezing is ze weer opgenomen in de PD-L: (EVP)
1. Elena Băsescu

### Slovenië
Op de lijst van de Sloveense Democratische Partij: (EVP)
1. Romana Jordan Cizelj
2. Zofija Mazej Kukoviĉ[1]
3. Milan Zver

Op de lijst van de Sociaaldemocraten: (S&D)
1. Tanja Fajon
2. Zoran Thaler (in 2011 vervangen door Mojca Kleva Kekuš)

Op de lijst van Nieuw Slovenië: (EVP)
1. Lojze Peterle

Op de lijst van de Liberale Democratie: (ALDE)
1. Jelko Kacin

Op de lijst van Zares: (ALDE)
1. Ivo Vajgl

### Slowakije
Op de lijst van SMER - sociálna demokracia: (S&D)
1. Monika Beňová
2. Vladimír Maňka
3. Katarína Neveďalová
4. Monika Smolková
5. Boris Zala

Op de lijst van de Slowaakse Democratische en Christelijke Unie - Democratische Partij: (EVP)
1. Eduard Kukan
2. Peter Šťastný

Op de lijst van de Partij van de Hongaarse Gemeenschap: (EVP)
1. Edit Bauer
2. Alajos Mészáros

Op de lijst van de Christelijke Democratische Beweging: (EVP)
1. Miroslav Mikolášik
2. Anna Záborská

Op de lijst van de Beweging voor een Democratisch Slowakije: (ALDE)
1. Sergej Kozlík

Op de lijst van de Slowaakse Nationale Partij: (EVD)
1. Jaroslav Paška

### Spanje
Op de lijst van Partido Popular: (EVPmey)
1. Pablo Arias Echeverría
2. María del Pilar Ayuso González
3. Luis de Grandes Pascual
4. Pilar del Castillo Vera
5. Agustín Díaz de Mera García Consuegra
6. Rosa Estaràs Ferragut
7. Carmen Fraga Estévez
8. José García-Margallo y Marfil (in 2010 vervangen door María Auxiliadora Correa Zamora)
9. Salvador Garriga Polledo
10. Cristina Gutiérrez-Cortines Corral
11. María Esther Herranz García
12. Santiago Fisas Ayxelá
13. Carlos José Iturgaiz Angulo
14. Teresa Jimznez-Becerril Barrio
15. Verónica Lope Fontagne
16. Antonio López-Istúriz White
17. Gabriel Mato Adrover
18. Jaime Mayor Oreja
19. Francisco José Millán Mon
20. Iñigo Méndez de Vigo (in 2011 vervangen door Juan Andrés Naranjo Escobar)
21. Eva Ortiz Villela[1]
22. José Salafranca Sánchez-Neira
23. Alejo Vidal-Quadras Roca
24. Pablo Zalba Bidegain

Op de lijst van Partido Socialista Obrero Español: (S&D)
1. Magdalena Álvarez (in 2010 vervangen door Sergio Gutiérrez Prieto)
2. Josefa Andrés Barea
3. Inés Ayala
4. María Badía
5. Alejandro Cercas
6. Ricardo Cortes Lastra
7. Vicente Miguel Garcés Ramón[1]
8. Iratxe García
9. Dolores García-Hierro[1]
10. Eider Gardiazabal Rubial
11. Enrique Guerrero Salom
12. Ramón Jáuregui Atondo (in 2010 vervangen door María Irigoyen Pérez)
13. Juan Fernando López Aguilar
14. Miguel Ángel Martínez Martínez
15. Antonio Masip Hidalgo
16. Emilio Menéndez
17. María Muñiz de Urquiza
18. Raimon Obiols i Germà
19. Juan Andrés Perelló Rodríguez
20. Teresa Riera
21. Carmen Romero López
22. Antolín Sánchez
23. Luis Yáñez-Barnuevo

Op de lijst van de Coalitie voor Europa: (ALDE)
1. Izaskun Bilbao (Eusko Alderdi Jeltzalea)
2. Salvador Sedó (Unió Democràtica de Catalunya, behoorde tot de fractie van de EVP)[1]
3. Ramon Tremosa (Convergència Democràtica de Catalunya)

Op de lijst Het Links: (Europees Unitair Links/Noords Groen Links en Groenen/VEA)
1. Willy Meyer Pleite (Izquierda Unida en GUE/NGL)
2. Raül Romeva (Iniciativa per Catalunya Verds en Groenen/VEA)

Op de lijst van Unión Progreso y Democracia: (fractieloos)
1. Francisco Sosa Wagner

Op de lijst van het Europa van de Volkeren–Groenen: (Groenen/VEA)
1. Oriol Junqueras (Republikeins Links van Catalonië, tot 31 december 2011) (in 2011 vervangen door Ana Miranda Paz (Galicisch Nationalistisch Blok), die in 2013 is vervangen door Iñaki Irazabalbeitia Fernández)

### Tsjechië
Op de lijst van de Democratische Burgerpartij: (ECH)
1. Milan Cabrnoch
2. Andrea Češková
3. Hynek Fajmon
4. Edvard Kožušník
5. Miroslav Ouzký
6. Ivo Strejček
7. Evžen Tošenovský
8. Oldřich Vlasák
9. Jan Zahradil

Op de lijst van de Tsjechische Sociaaldemocratische Partij: (S&D)
1. Zuzana Brzobohatá
2. Robert Dušek
3. Richard Falbr
4. Jiří Havel (in 2012 vervangen door Vojtěch Mynář)
5. Pavel Poc
6. Libor Rouček
7. Olga Sehnalová

Op de lijst van de Communistische Partij van Bohemen en Moravië: (GUE/NGL)
1. Jaromír Kohlíček
2. Jiří Maštálka
3. Miloslav Ransdorf
4. Vladimír Remek (in 2014 vervangen door Věra Flasarová)

Op de lijst van de Christendemocratische Unie-Tsjechische Volkspartij: (EVP)
1. Jan Březina
2. Zuzana Roithová

### Verenigd Koninkrijk

#### Groot-Brittannië
Op de lijst van de Conservative Party: (ECH)
1. Richard Ashworth
2. Robert James Atkins
3. Philip Bradbourn
4. Martin Callanan
5. Giles Chichester
6. Nirj Deva
7. James Elles
8. Vicky Ford
9. Jacqueline Foster
10. Ashley Fox
11. Julie Girling
12. Daniel Hannan
13. Malcolm Harbour
14. Roger Helmer
15. Syed Kamall
16. Sajjad Karim
17. Timothy Kirkhope
18. Emma McClarkin
19. Anthea McIntyre[1]
20. Edward McMillan-Scott
21. Struan Stevenson
22. Robert Sturdy
23. Kay Swinburne
24. Charles Tannock
25. Geoffrey Van Orden
26. Marina Yannakoudakis

Op de lijst van de United Kingdom Independence Party: (EVD)
1. Stuart Agnew
2. Marta Andreasen
3. Gerard Batten
4. Godfrey Bloom
5. John Bufton
6. David Campbell Bannerman
7. Derek Clark
8. Trevor Colman
9. William, Earl of Dartmouth
10. Nigel Farage
11. Mike Nattrass
12. Paul Nuttall
13. Nikki Sinclaire

Op de lijst van de Labour Party: (S&D)
1. Michael Cashman
2. Mary Honeyball
3. Richard Howitt
4. Stephen Hughes
5. David Martin
6. Linda McAvan
7. Arlene McCarthy
8. Claude Moraes
9. Brian Simpson
10. Peter Skinner
11. Catherine Stihler
12. Derek Vaughan
13. Glenis Willmott

Op de lijst van de Liberal Democrats: (ALDE)
1. Catherine Bearder
2. Sharon Bowles
3. Chris Davies
4. Andrew Duff
5. Fiona Hall
6. Sarah Ludford
7. Liz Lynne (in 2012 vervangen door Phil Bennion)
8. George Lyon
9. Bill Newton Dunn
10. Diana Wallis (in 2012 vervangen door Rebecca Taylor)
11. Graham Watson

Op de lijst van de Green Party of England and Wales: (Groenen/VEA)
1. Jean Lambert
2. Caroline Lucas (in 2010 vervangen door Keith Taylor)

Op de lijst van de British National Party: (fractieloos)
1. Andrew Brons
2. Nick Griffin

Op de lijst van de Scottish National Party: (Groenen/VEA)
1. Ian Hudghton
2. Alyn Smith

Op de lijst van Plaid Cymru: (Groenen/VEA)
1. Jillian Evans

#### Noord-Ierland
Op de lijst van Sinn Féin: (GUE/NGL)
1. Bairbre de Brún (in 2012 vervangen door Martina Anderson)

Op de lijst van de Democratische Unionistische Partij: (fractieloos)
1. Diane Dodds

Op de lijst van Ulster Conservatives and Unionists: (ECH)
1. Jim Nicholson

### Zweden
Op de lijst van de Sveriges socialdemokratiska arbetareparti: (S&D)
1. Göran Färm
2. Anna Hedh
3. Olle Ludvigsson
4. Jens Nilsson[1]
5. Marita Ulvskog
6. Åsa Westlund

Op de lijst van de Moderata samlingspartiet: (EVP)
1. Anna Maria Corazza Bildt
2. Christofer Fjellner
3. Gunnar Hökmark
4. Anna Ibrisagic

Op de lijst van de Folkpartiet liberalerna: (ALDE)
1. Marit Paulsen
2. Olle Schmidt
3. Cecilia Wikström

Op de lijst van de Miljöpartiet de Gröna: (Groenen/VEAA)
1. Isabella Lövin
2. Carl Schlyter

Op de lijst van de Piratenpartij: (Groenen/VEA)
1. Amelia Andersdotter[1]
2. Christian Engström

Op de lijst van de Vänsterpartiet: (GUE/NGL)
1. Eva-Britt Svensson (in 2011 vervangen door Mikael Gustafsson)

Op de lijst van de Centerpartiet: (ALDE)
1. Lena Ek (in 2011 vervangen door Kent Johansson)

Op de lijst van de Kristdemokraterna: (EVP)
1. Alf Svensson

1 (1979-1984) · 
2 (1984-1989) · 
3 (1989-1994) · 
4 (1994-1999) · 
5 (1999-2004) · 
6 (2004-2009) · 
7 (2009-2014) · 
8 (2014-2019) · 
9 (2019-2024) · 10 (2024-2029)